# Cuban Giants
Les Cuban Giants sont un club de baseball de Negro League fondé en 1885 à Babylon dans la banlieue de New York et qui met fin à ses activités en 1899. 

## Histoire

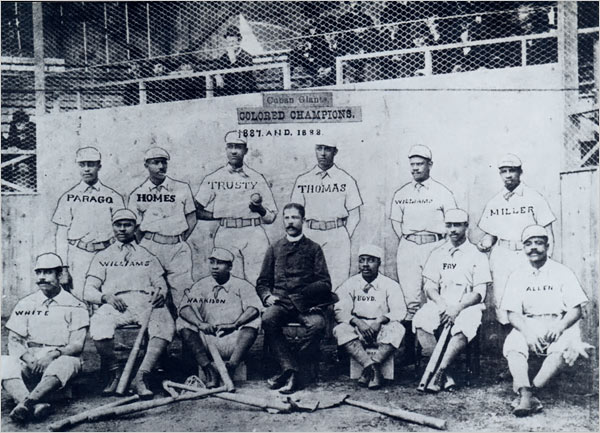
Les Cuban Giants en 1887-1888

Le club est fondé en mai 1885 sous le nom de Keystone Athletics. En août 1885, les Athletics absorbent les Manhattans of Washington D.C. et les Philadelphia Orions pour créer les Cuban Giants. À l'automne 1885, les premiers matchs sont disputés contre les New York Metropolitans (défaite 11-3) et les Philadelphia Athletics (défaites 13-7). Durant l'hiver 1885-1886, le club effectue une tournée à Cuba.
Au printemps 1886, les Cubans Giants sont achetés par Walter E. Simpson. Il installe ces derniers au Chambersburg Grounds à Trenton (New Jersey). Les Cubans Giants signent alors une série de 40 matchs consécutifs sans défaite. L'équipe est ensuite rachetée par  Walter I. Cook durant l'été 1886. 
L'équipe retrouve l'île de Cuba lors de l'hiver 1886-1887 puis est rachetée au printemps 1887 par J.M. Bright.
En 1890, les joueurs rejoignent le club des Monarchs of York. Les Cubans Giants cessent leurs activités en 1899.
Les Cuban Giants laissèrent une forte empreinte et leur nom fut souvent repris par d'autres clubs, les Cuban X-Giants, au premier chef. 